# Matucana aurantiaca
Matucana aurantiaca là một loài thực vật có hoa trong họ Cactaceae. Loài này được (Vaupel) Buxb. mô tả khoa học đầu tiên năm 1973.